# Nationaler Sicherheitsrat (Iran)
Der Nationale Sicherheitsrat (persisch شورای عالی امنیت ملی Schorā-ye āli-ye amniyat-e mellī) ist ein Organ der iranischen Regierung, das Entscheidungen im nationalen Interesse über dem iranischen Parlament treffen kann.

## Geschichte

### Ursprung
Ursprünglich wurde der Sicherheitsrat in Art. 110 der Verfassung der Islamischen Republik Iran von 1979 als Oberster Rat der nationalen Verteidigung bezeichnet. Er setzte sich aus sieben Personen zusammen:
- dem Präsidenten
- dem Ministerpräsidenten
- dem Verteidigungsminister
- dem Chef des Generalstabs
- dem Oberkommandierenden des Korps der Islamischen Revolutionswächter
- zwei Berater des Revolutionsführers

### Reform
Nach der Verfassungsreform in Iran von 1989 wurde aus dem Verteidigungsrat ein Nationaler Sicherheitsrat, der personell und organisatorisch aufgestockt wurde. Neben dem Obersten Richter, dem Vorsitzenden des Wächterrats, Außenminister, Staatsminister und dem Chef des Geheimdienstes wurde unter anderem der Finanzminister in den Sicherheitsrat aufgenommen.
Den Vorsitzenden oder Sekretär des Sicherheitsrates, momentan Ali Schamchani, ernennt der Präsident, alle anderen Mitglieder kraft seines Amtes der Revolutionsführer.

### Macht
Der Sicherheitsrat tagt grundsätzlich bei sicherheitsrelevanten Situationen und Debatten. Auch in der iranischen Atompolitik fällt der Sicherheitsrat Entscheidungen, die allerdings stets die Zustimmung des obersten Rechtsgelehrten erfordern.

## Aktuelle Mitglieder (Stand Februar 2024)
- 1. Präsident, Massud Peseschkian
- 2. Vizepräsident, Mohammad Bagher Nobakht
- 3. Sekretär des Sicherheitsrates, Ali Schamchani
- 4. Sprecher des Parlaments, Bagher Ghalibaf
- 5. Chef der Justiz, Gholamhossein Mohseni-Esche‘i
- 6. Vertreter des obersten Revolutionsführers, Said Dschalili
- 7. Chef der Streitkräfte der Islamischen Republik Iran, Hassan Firouzabadi
- 8. Chef des Generalstabs, Mohammad Bagheri
- 9. Kommandeur der Revolutionsgarde, Hussein Salami
- 10. Außenminister, Amir Abdollahian
- 11. Innenminister, Ahmad Vahidi
- 12. Minister des Nachrichtendienstes, Mahmud Alawi